# Francisco Montes Varela
Sotero Francisco Montes Varela (Zacatecas; 22 de abril de 1943) es un exfutbolista mexicano que jugaba como defensa central.

## Trayectoria
Comenzó en 1964 en el CD Veracruz, a quien se le permitió celebrar su regreso a la Primera División luego de una ausencia de doce años.
Fichó por el Atlético Español en las temporadas 1972-73 y 1973-74. Luego de estas dos campañas, regresó a Veracruz, donde terminó su carrera profesional en 1976.

## Selección nacional
En 1970 y 1971 hizo un total de dieciocho apariciones con la selección de México, dieciséis de ellos en el tiempo completo de 90 minutos. Estuvo en nueve partidos internacionales en 1970 y fue convocado para la Copa del Mundo de ese año.

### Participaciones en Copas del Mundo
| Mundial                        | Sede   | Resultado        |
| ------------------------------ | ------ | ---------------- |
| Copa Mundial de Fútbol de 1970 | México | Cuartos de final |

### Partidos internacionales
| \| N.º \| Fecha \| Ciudad \| Local \| Res. \| Visitante \| Competición \| \| --- \| ------------------------ \| ------------------ \| -------------------- \| ---- \| --------------- \| --------------------------------------------- \| \| 1 \| 18 de febrero de 1970 \| León de Los Aldama \| México \| 2:0 \| Bulgaria \| Amistoso \| \| 2 \| 22 de febrero de 1970 \| Ciudad de México \| México \| 0:0 \| Suecia \| Amistoso \| \| 3 \| 26 de febrero de 1970 \| Ciudad de México \| México \| 0:0 \| Unión Soviética \| Amistoso \| \| 4 \| 8 de marzo de 1970 \| Lima \| Perú \| 0:1 \| México \| Amistoso \| \| 5 \| 22 de abril de 1970 \| Ciudad de México \| México \| 1:1 \| Rumania \| Amistoso \| \| 6 \| 26 de abril de 1970 \| Ciudad de México \| México \| 3:2 \| Rumania \| Amistoso \| \| 7 \| 29 de abril de 1970 \| Ciudad de México \| México \| 4:2 \| Ecuador \| Amistoso \| \| 8 \| 30 de septiembre de 1970 \| Río de Janeiro \| Brasil \| 2:1 \| México \| Amistoso \| \| 9 \| 1 de diciembre de 1970 \| Ciudad de México \| México \| 3:0 \| Australia \| Amistoso \| \| 10 \| 19 de febrero de 1971 \| Ciudad de México \| México \| 0:0 \| Unión Soviética \| Amistoso \| \| 11 \| 8 de septiembre de 1971 \| Hannover \| Alemania Federal \| 5:0 \| México \| Amistoso \| \| 12 \| 11 de septiembre de 1971 \| Casablanca \| Marruecos \| 2:1 \| México \| Amistoso \| \| 13 \| 18 de septiembre de 1971 \| Leipzig \| Alemania Democrática \| 1:1 \| México \| Amistoso \| \| 14 \| 22 de septiembre de 1971 \| Sarajevo \| Yugoslavia \| 4:0 \| México \| Amistoso \| \| 15 \| 25 de septiembre de 1971 \| Génova \| Italia \| 2:0 \| México \| Amistoso \| \| 16 \| 30 de septiembre de 1971 \| Salónica \| Grecia \| 0:1 \| México \| Amistoso \| \| 17 \| 6 de octubre de 1971 \| Hamilton \| Bermudas \| 0:2 \| México \| Repechaje para el Campeonato Concacaf de 1971 \| \| 18 \| 13 de octubre de 1971 \| Ciudad de México \| México \| 4:0 \| Bermudas \| Repechaje para el Campeonato Concacaf de 1971 \| |                          |                    |                      |      |                 |                                               |
| N.º | Fecha                    | Ciudad             | Local                | Res. | Visitante       | Competición                                   |
| 1 | 18 de febrero de 1970    | León de Los Aldama | México               | 2:0  | Bulgaria        | Amistoso                                      |
| 2 | 22 de febrero de 1970    | Ciudad de México   | México               | 0:0  | Suecia          | Amistoso                                      |
| 3 | 26 de febrero de 1970    | Ciudad de México   | México               | 0:0  | Unión Soviética | Amistoso                                      |
| 4 | 8 de marzo de 1970       | Lima               | Perú                 | 0:1  | México          | Amistoso                                      |
| 5 | 22 de abril de 1970      | Ciudad de México   | México               | 1:1  | Rumania         | Amistoso                                      |
| 6 | 26 de abril de 1970      | Ciudad de México   | México               | 3:2  | Rumania         | Amistoso                                      |
| 7 | 29 de abril de 1970      | Ciudad de México   | México               | 4:2  | Ecuador         | Amistoso                                      |
| 8 | 30 de septiembre de 1970 | Río de Janeiro     | Brasil               | 2:1  | México          | Amistoso                                      |
| 9 | 1 de diciembre de 1970   | Ciudad de México   | México               | 3:0  | Australia       | Amistoso                                      |
| 10 | 19 de febrero de 1971    | Ciudad de México   | México               | 0:0  | Unión Soviética | Amistoso                                      |
| 11 | 8 de septiembre de 1971  | Hannover           | Alemania Federal     | 5:0  | México          | Amistoso                                      |
| 12 | 11 de septiembre de 1971 | Casablanca         | Marruecos            | 2:1  | México          | Amistoso                                      |
| 13 | 18 de septiembre de 1971 | Leipzig            | Alemania Democrática | 1:1  | México          | Amistoso                                      |
| 14 | 22 de septiembre de 1971 | Sarajevo           | Yugoslavia           | 4:0  | México          | Amistoso                                      |
| 15 | 25 de septiembre de 1971 | Génova             | Italia               | 2:0  | México          | Amistoso                                      |
| 16 | 30 de septiembre de 1971 | Salónica           | Grecia               | 0:1  | México          | Amistoso                                      |
| 17 | 6 de octubre de 1971     | Hamilton           | Bermudas             | 0:2  | México          | Repechaje para el Campeonato Concacaf de 1971 |
| 18 | 13 de octubre de 1971    | Ciudad de México   | México               | 4:0  | Bermudas        | Repechaje para el Campeonato Concacaf de 1971 |

## Clubes
| Club             | País   | Año       |
| ---------------- | ------ | --------- |
| Veracruz         | México | 1964-1972 |
| Atlético Español | México | 1972-1974 |
| Veracruz         | México | 1974-1976 |